# Arnhem Falcons 2014
Questa voce raccoglie le informazioni riguardanti gli Arnhem Falcons nelle competizioni ufficiali della stagione 2014.

## Eredivisie 2014

### Stagione regolare
| 23 febbraio 2014 1ª giornata | Arnhem Falcons | 19 – 0 (13-0 0-0 0-0 6-0) | Nijmegen Pirates |  |

| 30 marzo 2014 5ª giornata | Arnhem Falcons | 24 – 28 | Alphen Eagles |  |

| 13 aprile 2014 6ª giornata | Hilversum Hurricanes | 9 – 55 | Arnhem Falcons |  |

| 27 aprile 2014 7ª giornata | Arnhem Falcons | 12 – 25 | Amsterdam Crusaders |  |

| 4 maggio 2014 8ª giornata | Arnhem Falcons | 27 – 7 | Hilversum Hurricanes |  |

| 18 maggio 2014 9ª giornata | Amsterdam Crusaders | 27 – 17 | Arnhem Falcons |  |

| 1º giugno 2014 10ª giornata | Amstelland Panthers | 14 – 20 | Arnhem Falcons |  |

### Playoff
| 22 giugno 2014 Semifinale | Alphen Eagles | 37 – 13 | Arnhem Falcons |  |

## Statistiche di squadra
| Competizione      | %Vittorie | In casa | In casa | In casa | In casa | In casa | In casa | In trasferta | In trasferta | In trasferta | In trasferta | In trasferta | In trasferta | Totale | Totale | Totale | Totale | Totale | Totale |
| Competizione      | %Vittorie | G       | V       | N       | P       | Pf      | Ps      | G            | V            | N            | P            | Pf           | Ps           | G      | V      | N      | P      | Pf     | Ps     |
| ----------------- | --------- | ------- | ------- | ------- | ------- | ------- | ------- | ------------ | ------------ | ------------ | ------------ | ------------ | ------------ | ------ | ------ | ------ | ------ | ------ | ------ |
| Stagione regolare | .571      | 4       | 2       | 0       | 2       | 82      | 60      | 3            | 2            | 0            | 1            | 92           | 50           | 7      | 4      | 0      | 3      | 174    | 110    |
| Playoff           | .000      | 0       | 0       | 0       | 0       | 0       | 0       | 1            | 0            | 0            | 1            | 13           | 37           | 1      | 0      | 0      | 1      | 13     | 37     |
| Totale            | .500      | 4       | 2       | 0       | 2       | 82      | 60      | 4            | 2            | 0            | 2            | 105          | 87           | 8      | 4      | 0      | 4      | 187    | 147    |